# CrossCountry
XC Trains Limited, connue sous le nom CrossCountry est une société ferroviaire du Royaume-Uni appartenant à Arriva UK Trains, qui exploite la franchise Cross Country.
CrossCountry exploite de nombreux trains intercité ainsi que des trains longue distance au Royaume-Uni, ne desservant pas Londres, mais notamment le plus long service ferroviaire direct, partant d'Aberdeen, dans le nord-est de l'Écosse jusqu'à Penzance en Cornouailles, dans le sud-ouest de l'Angleterre. C'est l'une des deux franchises d'exploitation ferroviaire à ne pas contrôler de stations, l'autre étant le Caledonian Sleeper. Toutes les lignes commencent ou se terminent à Birmingham New Street.

## Historique

### Création
En juin 2006, le Ministère des Transports anglais a annoncé son intention de restructurer un certain nombre de franchises. Dans ce projet était compris une restructuration de la franchise Cross-Country, qui comprendrait la franchise Cross Country Intercité (opérée par Virgin CrossCountry), mais sans la gestion de la West Coast Main Line. Cette ligne reliant Birmingham à l'Écosse étant alors transféré à Virgin West Coast. Quant à la ligne reliant Manchester à l'Écosse, elle fut transférée à Premier TransPennine Express. Quelques services de la Centrale des Trains allaient aussi être ajoutés.
En octobre 2006, le Ministère des Transports a émis l'appel d'offres pour les compagnies présélectionnés, Arriva, First Group, National Express et Virgin Rail Group. Le 10 juillet 2007, le Ministère des Transports annonce qu'Arriva opérera la franchise Cross-Country, transférant ainsi les services ferroviaires de Virgin CrossCountry à CrossCountry le 11 novembre 2007 ainsi que les services reliant Cardiff à Nottingham, et reliant Birmingham à l'Aéroport de Stansted, autrefois des services opérés par la compagnie Central Trains.